# Jusèth d'Aisaut
Jusèth d'Aisaut (francès Juzet-d'Izaut) és un municipi francès situat al departament de l'Alta Garona i a la regió d'Occitània.